# Marian Pankowski
Marian Jan Władysław Pankowski (ur. 9 listopada 1919 w Sanoku, zm. 3 kwietnia 2011 w Brukseli) – polski poeta, prozaik, dramaturg, krytyk literacki i tłumacz.

## Życiorys

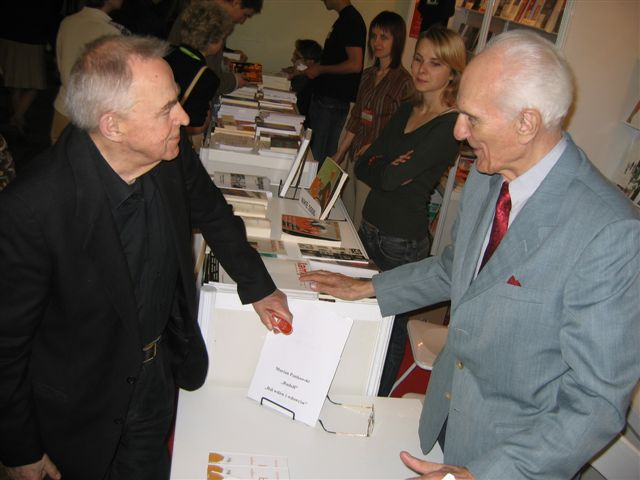
Marian Pankowski w rozmowie z Henrykiem Berezą (Warszawa, 21 maja 2006)

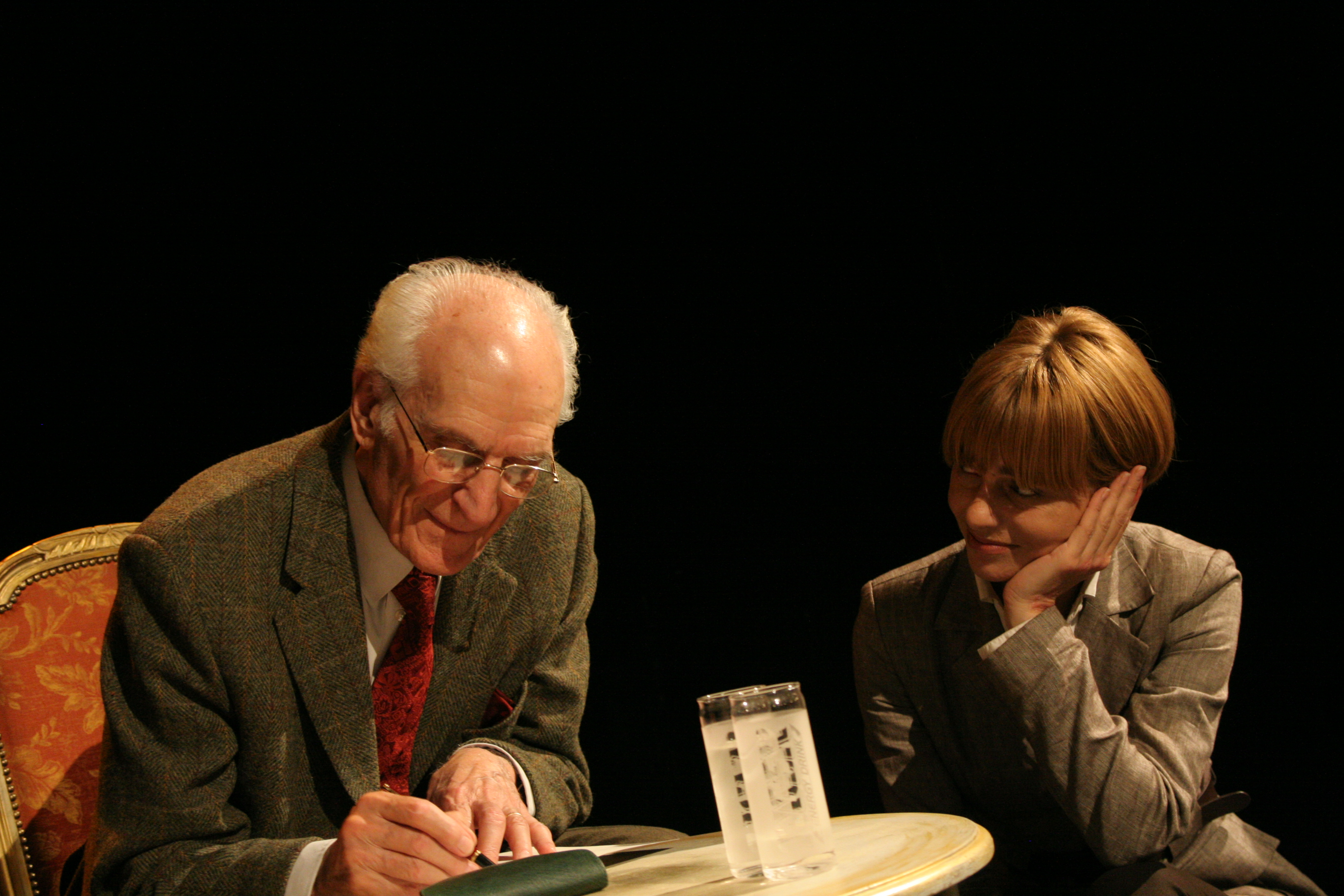
Marian Pankowski podczas Jesiennych Spotkań 2008 w Gdyni

Marian Jan Władysław Pankowski urodził się 9 listopada 1919. Był synem Władysława (1884-1951, pracownik fabryki maszyn i wagonów w Sanoku, zwolennik PPS i radny miejski w Sanoku, kupiec) i Marii z domu Zielińskiej (1888-1978). Miał starszego brata Zygmunta Antoniego (1910-1995). Według jednej wersji rodzina Pankowskich zamieszkiwała w Sanoku przy ulicy Kolejowej, a według późniejszej relacji poety przy skarpie miejskiej nad Potokiem Płowieckim.
W 1937 zdał egzamin dojrzałości w Państwowym Gimnazjum im. Królowej Zofii w Sanoku. Już w okresie nauki gimnazjalnej pisał wiersze, najczęściej w tym celu chodząc samotnie do podsanockich lasów. Jako poeta debiutował w 1938 wierszem „Czytanie w zieleni”, ogłoszonym na łamach lwowskiego lewicowego pisma „Sygnały” i nagrodzonym w tym piśmie. Od młodości przejawiał poglądy lewicowe i pacyfistyczne. Mimo tego po maturze ochotniczo zgłosił się do odbycia zasadniczej służby wojskowej (chcąc odsłużyć ten obowiązek) i przez rok służył w szkole podchorążych piechoty w Jarosławiu (wraz z nim przebywał tam wówczas jako jedyny bliski mu światopoglądowo Franciszek Gil). W 1938 podjął studia prawa w Krakowie, a po miesiącu porzucił je i zapisał się na studia polonistyczne na Uniwersytecie Jagiellońskim.
W czerwcu lub w lipcu 1939 został powołany na ćwiczenia wojskowe. W chwili wybuchu II wojny światowej był żołnierzem batalionu piechoty w Jarosławiu. Brał udział w kampanii wrześniowej przez cały okres walk, po czym został wzięty przez Niemców do niewoli, a wkrótce potem przez nich zwolniony. Następnie wrócił do Sanoka, będącym pod okupacją niemiecką. W rodzinnym mieście przystąpił do Związku Walki Zbrojnej. W obliczu wzmagających się aresztowań w Sanoku postanowił wyjechać do brata we Lwowie i tam uniknąć represji, lecz na miejscu okazało się, że w tym mieście pod okupacją sowiecką istnieje zagrożenie łapankami i wywózki na wschód. Wobec tego po 2-3 miesiącach postanowił, że wróci do Sanoka. Został zatrudniony w sanockiej Fabryce Wagonów. Rano 2 marca 1942 w rodzinnym domu został aresztowany przez gestapo wraz ze swoim bratem Zygmuntem (sam poeta poeta po latach przyznał, że aresztowany został w fabyce w masowej wpadce około 200 zatrzymanych). Tego samego dnia zostali osadzeni w więzieniu w Sanoku – formalnie 3 marca 1942. Początkowo obaj trafili do celi przejściowej (umieszczono także innych sanoczan zatrzymanych w ramach fali aresztowań po „wsypie”), a następnie zostali umieszczeni w innych celach. Podczas przesłuchań był torturowany. W sanockim więzieniu przebywał do 12 czerwca 1942, po czym został skierowany do Tarnowa. Potem w latach 1942-1945 był więźniem niemieckich obozów Auschwitz (otrzymał numer więźniarski 46333), Gross-Rosen (numer więźniarski 8495), Nordhausen-Dora i Bergen-Belsen, gdzie został wyzwolony w ostatnim roku wojny.
Z ostatniego obozu dzięki znajomym udał się do Brukseli i osiadł w Belgii. Tam zapisał się na drugi rok studiów slawistycznych na Université Libre de Bruxelles. Już po roku w 1946 z propozycji prof. Claude'a Backvisa został studentem-lektorem języka polskiego na tej samej uczelni. Otrzymał obywatelstwo belgijskie i pracował jako wykładowca współczesnej literatury polskiej oraz lektor języka polskiego i slawistyki na Université Libre de Bruxelles.
Wydał m.in. kilka zbiorów wierszy (Sto mil przed brzegiem, 1958), tom prozy poetyckiej (Smagła swoboda, 1955, nagrodzona przez paryską „Kulturę”), opowiadania, powieści (m.in. Matuga idzie. Przygody, Granatowy goździk, Rudolf, Z Auschwitzu do Belsen) oraz utwory sceniczne. W 1964 uzyskał stopień naukowy doktora za dysertację o Leśmianie pt. La révolte d’un poéte contre les limites. W latach 1953–1959 był stałym recenzentem paryskiej „Kultury” (według samego Pankowskiego „Kultura” zerwała współpracę po jego podróży do Polski w 1958 i późniejszych entuzjastycznych relacjach o szerokim dostępie do kultury w PRL). Zajmował się także przekładami polskiej poezji na język francuski oraz niemieckiej i francuskiej na język polski. Większość jego twórczości była tłumaczona na język francuski, część na niemiecki i holenderski (flamandzki). Uważany na pisarza emigracyjnego.
W jego domu rodzinnym panowały przyjazne stosunki z Żydami, których cenili jego rodzice i on sam. W 1950 poślubił Żydówkę rodem ze Lwowa, Reginę Fern (1922–1972), która była plutonową w Wojskowej Służbie Kobiet podczas powstania warszawskiego, później pracowała na Politechnice w Brukseli; mieli córkę Danielę.
Po wojnie w 1947 został uznany przynależnym do gminy Sanok. Po raz pierwszy przyjechał do Polski w 1958 (na obchody jubileuszu 70-lecia pierwszej matury w sanockim gimnazjum) – od tej pory odwiedzał ojczyznę i rodzinne miasto. 30 kwietnia 1998 roku otrzymał tytuł Honorowego Obywatela Królewskiego Wolnego Miasta Sanoka za twórczość literacką i naukową oraz popularyzację polskiej kultury na Zachodzie, w tym miasta Sanoka.
W 2009 przyjechał do Wrocławia na zaproszenie Dolnośląskiego Komitetu 200. Rocznicy Urodzin Słowackiego, gdzie podczas uroczystej gali w Ossolineum uhonorował Dawida Junga „Laurem Juliusza Słowackiego”.
W 2009 został odznaczony Srebrnym Medalem „Zasłużony Kulturze Gloria Artis”.
Mieszkał w Brukseli i tam zmarł 3 kwietnia 2011 z powodu powikłań po zapaleniu płuc. Został pochowany na tamtejszym cmentarzu Ixelles.

## Upamiętnienie

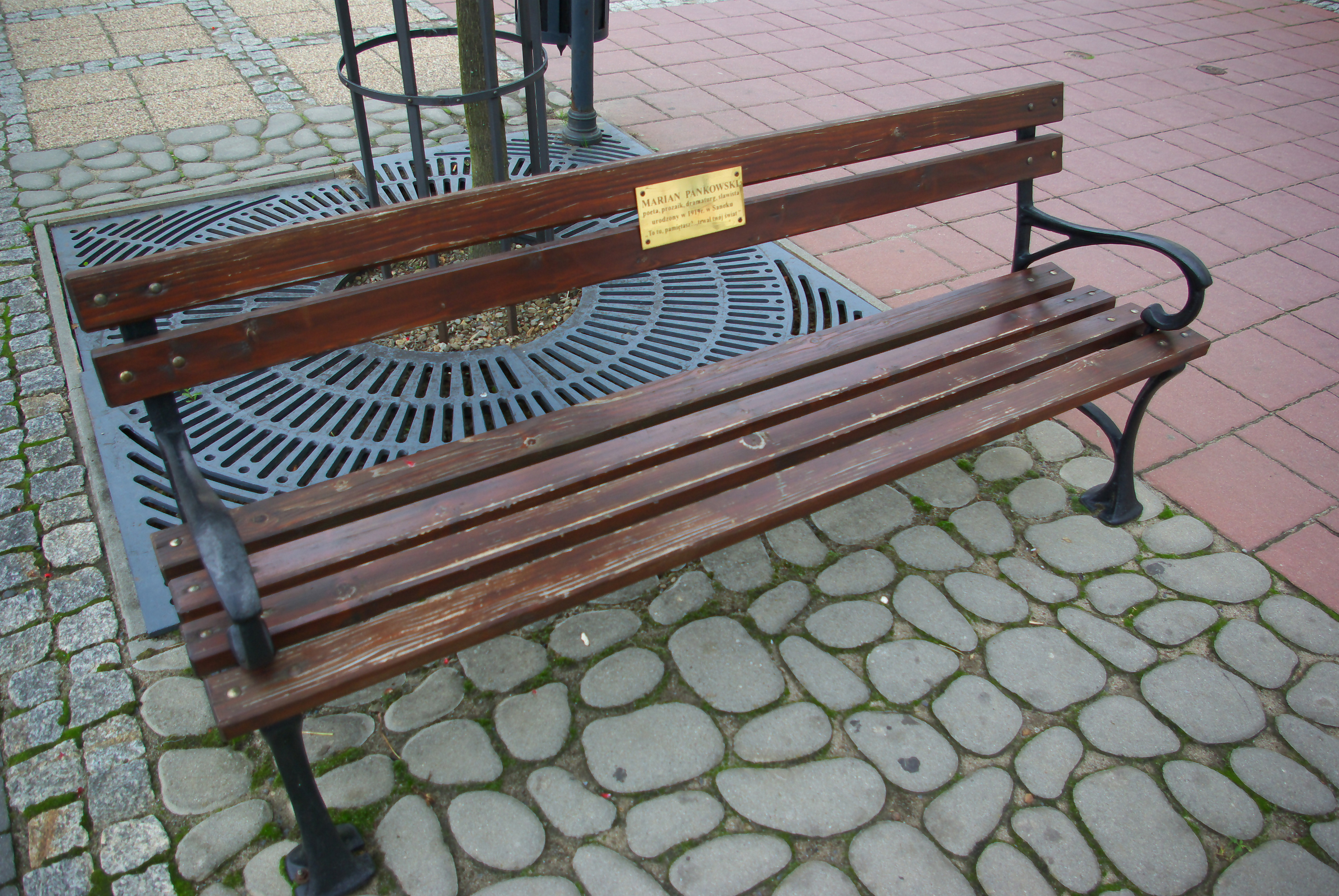
Ławeczka z tabliczką upamiętniającą Mariana Pankowskiego na Rynku w Sanoku

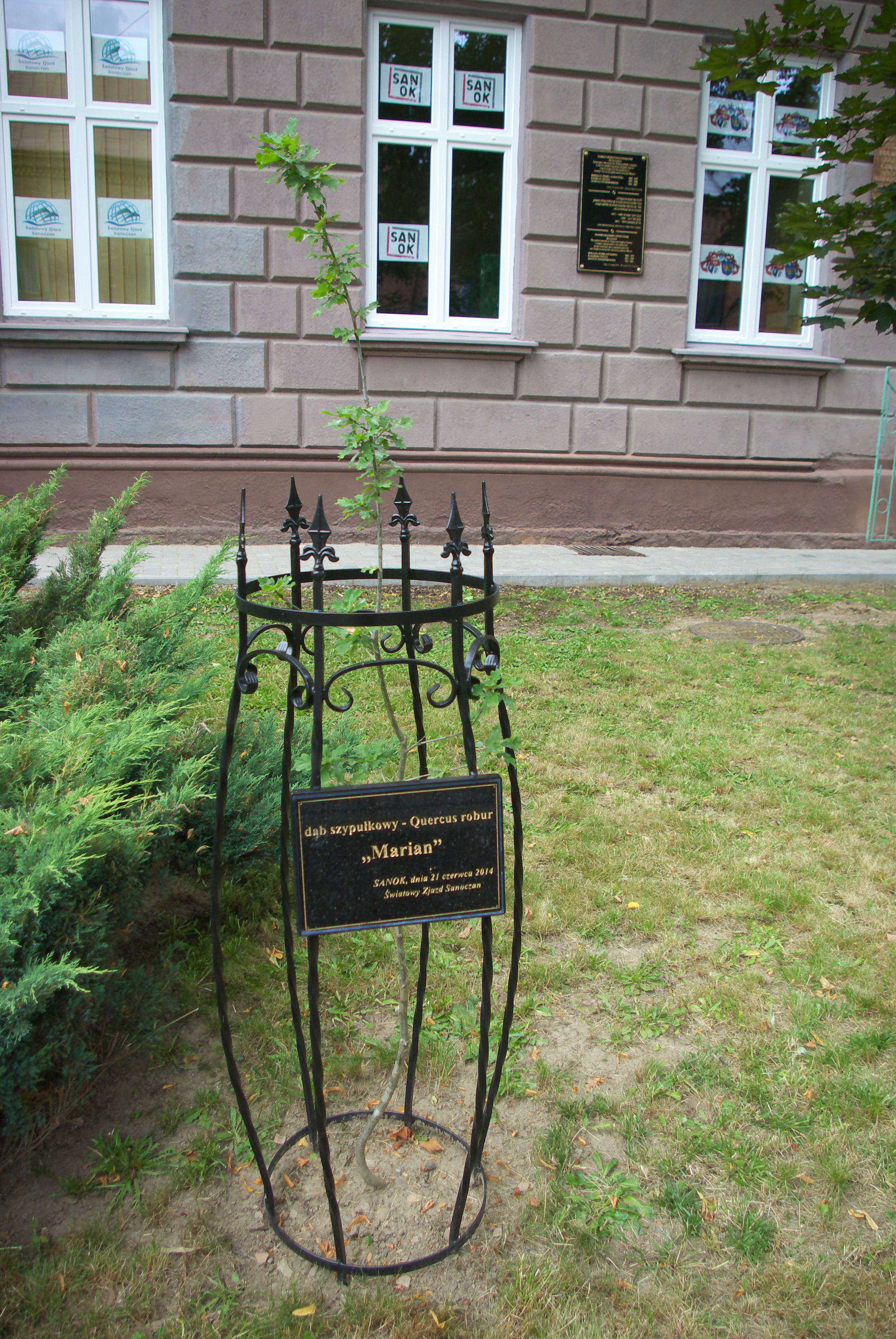
Dąb szypułkowy „Marian” przy gmachu dawnego gimnazjum w Sanoku

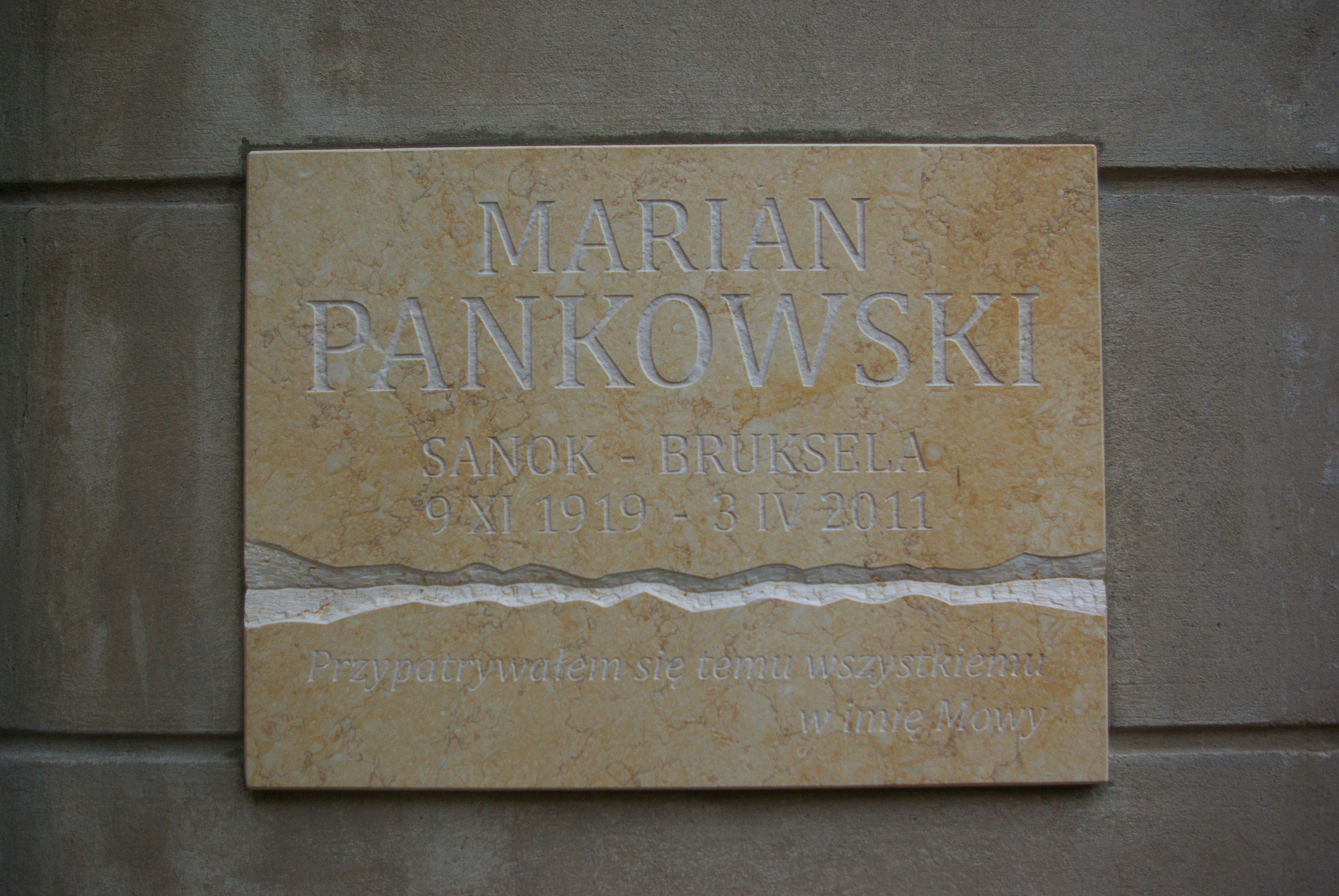
Tablica honorująca Pankowskiego w Sanoku

Sanocki poeta Janusz Szuber napisał wiersz pt. Pankowski, wydany w tomikach poezji pt. Paradne ubranko i inne wiersze z 1995, pt. Tam, gdzie niedźwiedzie piwo warzą z 2004 oraz pt. Pianie kogutów z 2008. Sanoczanka Barbara Bandurka napisała utwór Dla Mariana Pankowskiego, opublikowany w jej tomiku poezji pt. Zieleń Veronese’a z 2005.
W Sanoku na Rynku przed kamienicą przy ul. Rynek 14 została ustanowiona ławeczka pamięci Mariana Pankowskiego, odsłonięta 9 listopada 2011 w 90. rocznicę urodzin pisarza przez jego bratową Jadwigę z tabliczką zawierającą cytat z Pankowskiego: „To tu, pamiętasz? ...Trwał twój świat”. Naprzeciwko powstała analogiczna ławeczka poświęcona jego szkolnemu koledze, Kalmanowi Segalowi.
21 czerwca 2014 na fasadzie budynku Gimnazjum nr 2 im. Królowej Zofii w Sanoku została odsłonięta tablica upamiętniająca trzech absolwentów szkoły, którymi byli literaci trzech narodowości: Ukrainiec Bohdan Ihor Antonycz (1909-1937), Żyd Kalman Segal (1917-1980) i Polak Marian Pankowski (1919-2011). Tablica została umieszczona przy wejściu do budynku i odsłonięta podczas Światowego Zjazdu Sanoczan. Inskrypcja głosi: Pamięci wybitnych literatów, wychowanków Gimnazjum Męskiego im. Królowej Zofii w Sanoku w okresie międzywojennego dwudziestolecia reprezentujących trzy narodowości tworzące ówczesną społeczność naszego Miasta: Bohdana Ihora Antonycza 1909–1937, Kalmana Segala 1917–1980, Mariana Pankowskiego 1919–2011. Sanok, 21 czerwca 2014 – Światowy Zjazd Sanoczan. Ponadto przy budynku szkoły zostały zasadzone trzy dęby szypułkowe honorujące tych pisarzy, w tym drzewo honorujące Pankowskiego, nazwane „Marian”.
W dniu 18 czerwca 2017 na fasadzie budynku mieszczącego Miejską Bibliotekę Publiczną im. Grzegorza z Sanoka została odsłonięta tablica upamiętniająca Mariana Pankowskiego z inskrypcją o treści: Marian Pankowski. Sanok – Bruksela. 9 XI 1919 – 3 IV 2011. „Przypatrywałem się temu wszystkiemu w imię Mowy. Fundatorami tablicy byli Janusz Szuber i Janina Lewandowska.
Uchwałą z 26 września 2019 Rada Miasta Sanoka postanowiła o uczczeniu 100. rocznicy urodzin Mariana Pankowskiego w formie wieczoru literackiego, zorganizowanego przez Miejską Bibliotekę Publiczną im. Grzegorza z Sanoka w Sanoku. Obchody zorganizowano 18 listopada 2019 w Państwowej Szkole Muzycznej I i II st. im. Wandy Kossakowej w Sanoku, a w ich ramach wydano kolejny wolumin periodyku „Acta Pancoviana”, a w MBP przygotowano wystawę biograficzną pt. „Marian Pankowski 1919–2019. Stulecie urodzin Pisarza”.

## Twórczość

### Dramaty
- Teatrowanie nad świętym barszczem (Londyn 1968)
- Nasz Julo czerwony i siedem innych sztuk (Londyn 1981)[53]
- Nasz Julo czerwony i pięć innych sztuk (Londyn 1989)[29]
- Zygmunt August. Teatrowanie na użytek ludzi sceny i filmu (Londyn 1986)
- Teatrowanie nad świętym barszczem (Kraków 1995)[29]
- Ksiądz Helena (Kraków 1996)[29]

### Poezje
- Pieśni pompejańskie (Bruksela 1946)[29]
- Wiersze alpejskie (Bruksela 1947)[29]
- Podpłomyki (Bruksela 1951)[29]
- Couleur de jeune mélèze (Bruksela 1951)[54]
- Poignée du présent (Paryż 1954)[54]
- Sto mil przed brzegiem (Warszawa 1958)[29]
- Zielnik złotych śniegów (Lublin 1993)[29]
- Moje słowo prowincjonalne (Sanok 1998)[29]

### Proza
- Smagła swoboda (Paryż 1955, Warszawa 1980)
- O uprawie przyjaźni w: Księga pamiątkowa Gimnazjum Męskiego w Sanoku 1888-1958 (Kraków, 1958)[55]
- Matuga idzie, Przygody (Bruksela 1959, Lublin 1983)[29]
- Bukenocie (Londyn 1962, Kraków 1979)[29]
- Kozak i inne opowieści (Bruksela 1965)[29]
- Granatowy Goździk (Londyn 1972)
- Rudolf (1980, 1984, 2005)
- Pątnicy z Macierzyzny (Londyn 1985, Lublin 1987, Kraków 2007)[29]
- Gość (Londyn 1987, Wydawnictwo Lubelskie Lublin 1989)[29]
- Powrót białych nietoperzy (Lublin 1991)[29]
- Putto (Poznań 1994)[29]
- Fara na Pomorzu (Kraków 1997)[29]
- Z Auszwicu do Belsen (Warszawa, maj 1998 – czasopismo Twórczość; 2000 – książka)
- W stronę miłości (2001)
- Bal wdów i wdowców (Kraków 2006)
- Ostatni zlot aniołów (Warszawa 2007)
- Była Żydówka, nie ma Żydówki (2008)
- Niewola i dola Adama Poremby (2009)
- Tratwa nas czeka (2010)
- Nastka, śmiej się! (2013)

## Nagrody i wyróżnienia
- Nagroda Merkuriusza Polskiego: 1958
- Nagroda Związku Pisarzy Polskich na Obczyźnie: 1963
- Nagroda Miasta Sanoka za całokształt twórczości, wybitne osiągnięcia na niwie literatury za rok 1994[56]
- nominacja do Nagrody Literackiej Nike 2001 za książkę z Auszwicu do Belsen[57]
- nominacja do Nagrody Literackiej Nike 2002 za książkę W stronę miłości[58][59]
- nominacja do Nagrody Literackiej Gdynia 2007 w kategorii proza za książkę Bal wdów i wdowców[60]
- Nagroda Literacka Gdynia 2008 w kategorii proza za książkę Ostatni zlot aniołów[61]